# Rhabdomastix (Rhabdomastix) margarita
Rhabdomastix (Rhabdomastix) margarita is een tweevleugelige uit de familie steltmuggen (Limoniidae). De soort komt voor in het Nearctisch gebied.